# Цукуринська селищна рада
Цукуринська се́лищна ра́да — орган місцевого самоврядування у складі Селидівської міської ради Донецької області. Адміністративний центр — селище міського типу Цукурине.

## Загальні відомості
- Населення ради: 2003 особи (станом на 1 січня 2011 року)

## Населені пункти
Селищній раді підпорядковані населені пункти:
- смт Цукурине

## Склад ради
Рада складається з 16 депутатів та голови.
- Голова ради: Кушнір Валентина Павлівна
- Секретар ради: Аверіна Наталія Олексіївна

### Керівний склад попередніх скликань
| ПІБ                        | Основні відомості                                                        | Дата обрання | Дата звільнення |
| -------------------------- | ------------------------------------------------------------------------ | ------------ | --------------- |
| Гараєв Бейоглан Сабір Огли | Селищний голова, 1960 року народження, член Партії регіонів              | 26.03.2006   | 05.02.2008      |
| Кушнір Валентина Павлівна  | Селищний голова, 1958 року народження, освіта вища, позапартійна         | 30.11.2008   | 31.10.2010      |
| Кушнір Валентина Павлівна  | Селищний голова, 1958 року народження, освіта вища, член Партії регіонів | 31.10.2010   |                 |

Примітка: таблиця складена за даними джерела

### Депутати
За результатами місцевих виборів 2010 року депутатами ради стали:

#### За суб'єктами висування
| Суб'єкт висування           | Кількість обраних депутатів | %  |
| --------------------------- | --------------------------- | -- |
| Партія регіонів             | 12                          | 75 |
| Комуністична партія України | 4                           | 25 |

#### За округами
| № округу                    | Прізвище, ім'я, по батькові     | Дата визнання обраним | Освіта         | Партійна приналежність            | Відомості про обраного депутата                                         |
| --------------------------- | ------------------------------- | --------------------- | -------------- | --------------------------------- | ----------------------------------------------------------------------- |
| Комуністична партія України |                                 |                       |                |                                   |                                                                         |
| 1                           | Авраменко Валерій Михайлович    | 02.11.2010            | Освіта середня | член Комуністичної партії України | пенсіонер                                                               |
| 2                           | Єглевська Наталія Володимирівна | 02.11.2010            | Освіта середня | позапартійна                      | тимчасово не працює                                                     |
| 13                          | Чернов Віктор Романович         | 02.11.2010            | Освіта вища    | член Комуністичної партії України | Центральна збагачувальна фабрика «Курахівська», підземний електрослюсар |
| 16                          | Сачек Таїсія Миколаївна         | 02.11.2010            | Освіта вища    | позапартійна                      | загальноосвітня школа № 26, вчитель                                     |
| Партія регіонів             |                                 |                       |                |                                   |                                                                         |
| 3                           | Дробчак Зоя Федорівна           | 02.11.2010            | Освіта середня | член Партії регіонів              | Селидівська міська лікарня, медсестра                                   |
| 4                           | Аверіна Наталія Олексіївна      | 02.11.2010            | Освіта вища    | член Партії регіонів              | Цукуринська селищна рада, секретар                                      |
| 5                           | Ткаченко Любов Іларіонівна      | 02.11.2010            | Освіта середня | член Партії регіонів              | пенсіонер                                                               |
| 6                           | Нечепоренко Віталій Миколайович | 02.11.2010            | Освіта вища    | член Партії регіонів              | тимчасово не працює                                                     |
| 7                           | Лубкіна Людмила Володимирівна   | 02.11.2010            | Освіта середня | член Партії регіонів              | приватний підприємець                                                   |
| 8                           | Васяєв Дмитро Євгенович         | 02.11.2010            | Освіта середня | член Партії регіонів              | пенсіонер                                                               |
| 9                           | Коровка Ігор Миколайович        | 02.11.2010            | Освіта середня | член Партії регіонів              | Центральна збагачувальна фабрика «Курахівська», охоронець               |
| 10                          | Шаповалов Антон Тимофійович     | 02.11.2010            | Освіта середня | член Партії регіонів              | пенсіонер                                                               |
| 11                          | Тернавський Дмитро Сергійович   | 02.11.2010            | Освіта середня | член Партії регіонів              | шахта «Україна», робітник                                               |
| 12                          | Товстоног Андрій Олегович       | 02.11.2010            | Освіта вища    | член Партії регіонів              | приватний підприємець                                                   |
| 14                          | Остріков Олександр Андрійович   | 02.11.2010            | Освіта середня | член Партії регіонів              | тимчасово не працює                                                     |
| 15                          | Надєждіна Галина Миколаївна     | 02.11.2010            | Освіта вища    | член Партії регіонів              | пенсіонер                                                               |